# Antonín Hromada

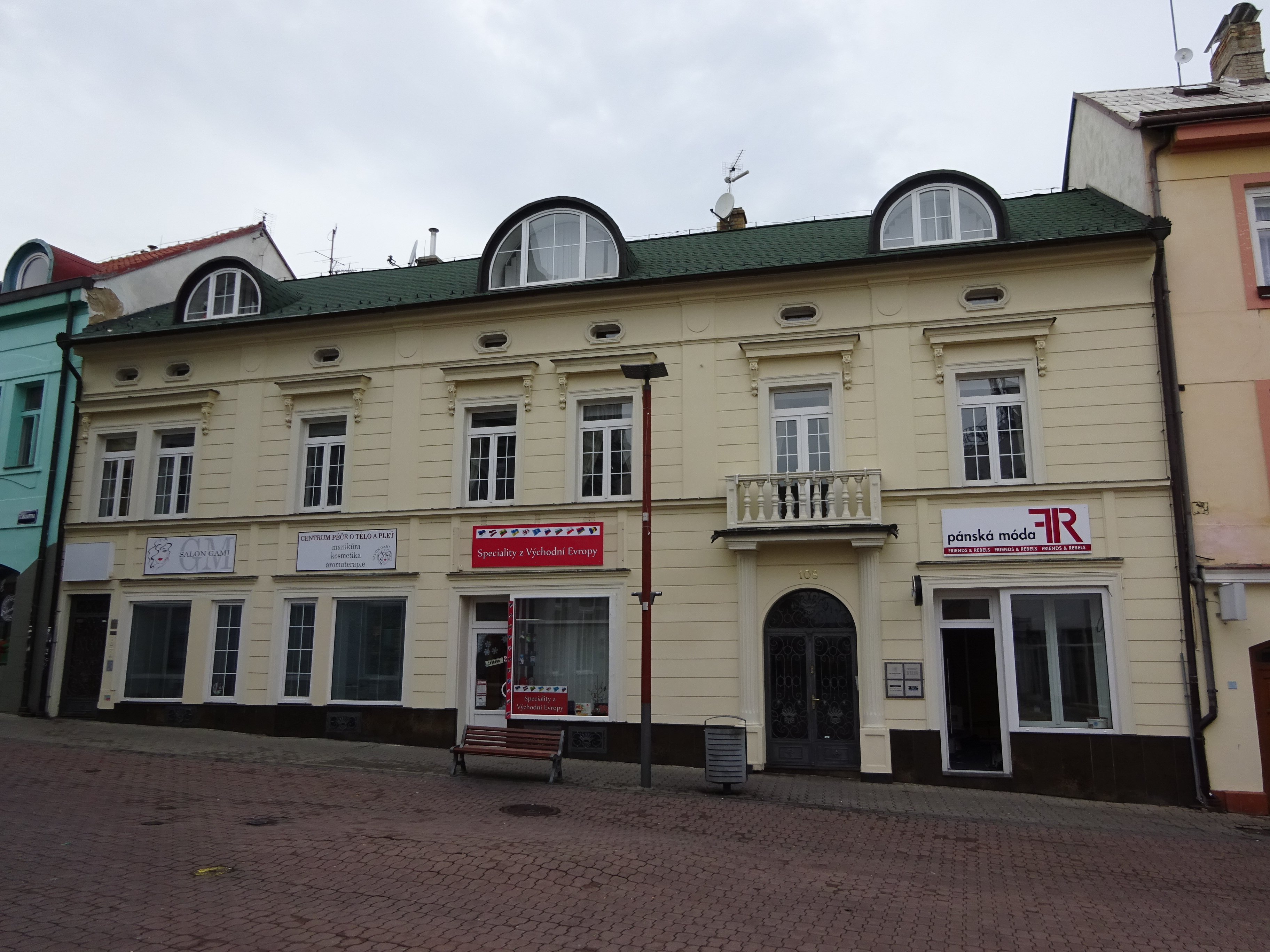
Rodný dům Antonína Hromady v Kladně

Antonín Václav Hromada (23. prosince 1841 Kladno – 21. června 1901 Stuttgart) byl český operní pěvec a režisér, hudební pedagog, sólista Stuttgartské opery.
Vokalista v Týnském chrámu v Praze, učitel zpěvu v Pivodově pěvecké škole, první čestný člen kladenského pěveckého ochotnického spolku Budislav. Věnoval se také operní režii a spolupracoval s operetou i činohrou. V letech 1883–1897 byl profesorem zpěvu na konzervatoři ve Stuttgartu. Překládal písně Hugo Wolfa. Spolupracoval s pěvcem Juliem Stockhausenem a studoval pěvecké techniky u Francesca Lampertiho v Miláně. Od roku 1866 byl členem dvorní opery ve Stuttgartu, kde poprvé zpíval ve Weberově Čarostřelci, jako sólista působil od roku 1879.
Většinu života prožil v Německu, k rodnému Kladnu a tamnímu pěveckému spolku Budislav měl ale měl vřelý vztah, několikrát město navštívil a s krajany udržoval korespondenci. Narodil se v domě čp. 108 v ulici T. G. Masaryka poblíž Náměstí Starosty Pavla, dům byl známý také jako Zdrůbkovo zlatnictví.

## Pěvecké role
- Hrabě Luna ve Verdiho Trubadúrovi
- Figaro v Rossiniho Lazebníku sevillském
- Hans Sachs ve Wagnerových Mistrech pěvcích norimberských, nejslavnější role
- Alberich ve Wagnerově Prstenu Nibelungově, poslední vystoupení v roce 1901 v Mnichově